# Adresseavisen
Adresseavisen (ou 'Adressa') est un quotidien régional norvégien publié à Trondheim. Il ne paraît pas le dimanche. Journal indépendant et conservateur, son tirage quotidien est d'environ 85 000 exemplaires. Il couvre notamment les régions du Trøndelag et du Nordmøre.
Fondé en 1767, il s'agit du plus ancien quotidien norvégien toujours publié. 